# IC 4297
IC 4297 е компактна издължена галактика от тип Sba в съзвездието Косите на Вероника. Ректасцензия – 13 часа, 35 минути и 19,2 секунди. Деклинация +26° 25' 31". Видими размери – 0,90' × 0,5'. Видима звездна величина – 14,4. Повърхностна яркост – 13,4 mag/arcmin2. Обектът присъства в оригиналната редакция на „Нов общ каталог“.